# Francisco Pozueta Mate
Francisco Pozueta Mate (Zumarraga, 4 d'octubre de 1938 - Logronyo, 5 de gener de 2021) fou un polític basc.
Va ser un dels fundadors de la Ikastola Urretxu-Zumarraga el 1966, coneguda com Ikastola de Lourdes, i després UZ Ikastola. Treballà com a administratiu i fou militant del Partit Nacionalista Basc, amb el qual fou escollit senador per Guipúscoa a les eleccions generals espanyoles de 1982 i 1986. Durant la seva presidència del PNB a Urretxu i Zumarraga (1976-1980), va comptar amb Josu Jon Imaz com el més estret col·laborador. El setembre del 1986 es va enfrontar amb l'escissió del PNB.
En la dècada dels 1990, va abandonar definitivament la política per a dedicar-se al sector alimentari i especialment vinícola, la qual cosa li va portar a La Rioja, on finalment va morir.